# Strychnos dantaensis
Strychnos dantaensis är en tvåhjärtbladig växtart som beskrevs av Manoel, Carrijo och E.F.Guim.. Strychnos dantaensis ingår i släktet Strychnos och familjen Loganiaceae. Inga underarter finns listade i Catalogue of Life.